# Кармо: Добив на каменни въглища
"Кармо: Добив на каменни въглища" (на френски: Carmaux, défournage du coke) е френски късометражен документален ням филм, заснет през 1896 година от братята Люмиер.

## Сюжет
Огромна буца каменни въглища е постепенно изтласквана от топилната пещ в двора. Там един работник, държащ маркуч в ръцете си, започва да я облива с вода, за да я охлади. Други двама работници, с метални гребла започват да разрушават буцата. Присъединават се още работници, които излизат на преден план на стационарно разположената камера. На заден план, на първото ниво на комбината се виждат други работници, които бутат колички пълни с въглища по дълга писта.

## Продукция
Снимките на филма протичат в град Кармо, намиращ се на бреговете на река Тарн в южната част на Централна Франция.